# 遠隔会議
遠隔会議（えんかくかいぎ、英: teleconference）は、それぞれ遠隔地にいる人々が何らかの電気通信システムで相互に接続して、情報を共有し、意見を交換すること。テレコンファレンスまたはテレカンファレンスとも (テレカン、テレコンと略されることも)。これを講義やトレーニングに利用する場合は遠隔セミナー（英: teleseminar）またはウェビナー (英: webinar)と呼ぶ。

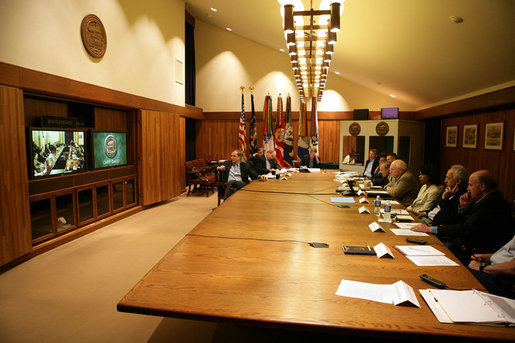
アメリカのキャンプ･デービッド屋内での遠隔会議の様子

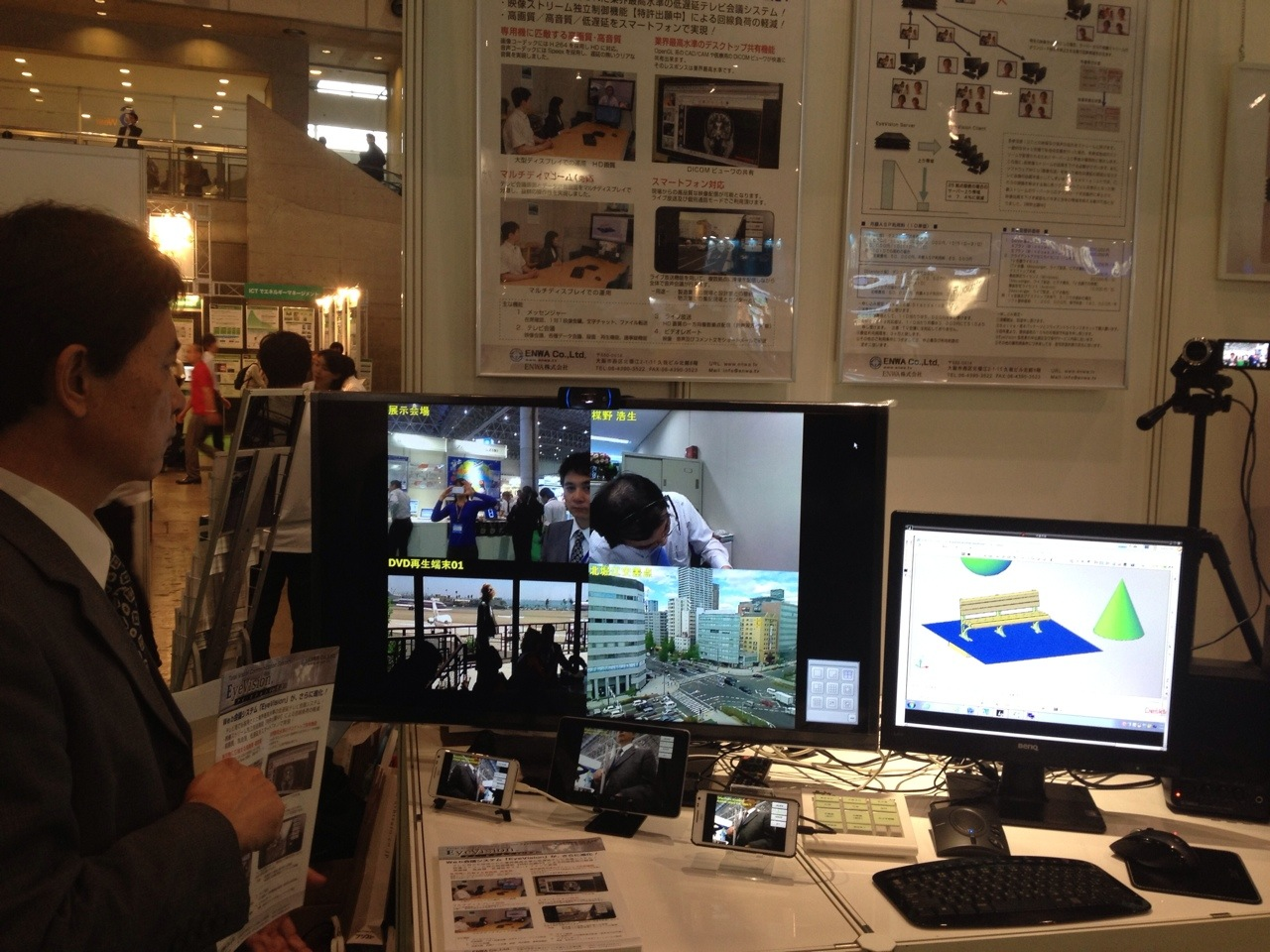
ENWA Web会議システム展示会

音声のみの遠隔会議は「電話会議」と呼ばれる。遠隔会議は電話会議のほかに、ビデオ会議もあるし、データサービスを1つの手段として使う場合もある。利用される手段としては、電話機、コンピュータ、電報、テレタイプ端末、無線、テレビなどがある。

## インターネットでの遠隔会議
インターネットでの遠隔会議には、電話会議、ビデオ会議、Web会議、バーチャルワークプレイス（仮想オフィス）、拡張現実 (AR) 会議などがある。
インターネットやWAN上での遠隔会議にはVoIPを利用する。
個人利用でよく使われるのはSkype、Google Talk、Windows Live メッセンジャー、Yahoo! Messenger などである。
拡張現実 (AR) 会議の実例としては、AR+RFID Lab がミラノで開催された Salone di Mobile でデモンストレーションしたものがある。別の例として TELEPORT もある。

## ソフトウェアおよびサービスプロバイダ
主なベンダーを以下に挙げる。
- Adobe Acrobat Connect
- Elluminate
- Glance
- GoToMeeting
- InterCall
- Microsoft Office Live Meeting
- Microsoft Teams
- Cisco Webex
- Zoom
- Google Meet(en)
- ブイキューブ
- エイネット

## Web会議システム
- ENWA - 消費者庁、首相官邸、消防をはじめ、官公庁に強み。